# Бюльбюль карликовий
Бюльбю́ль карликовий (Eurillas gracilis) — вид горобцеподібних птахів родини бюльбюлевих (Pycnonotidae). Мешкає в Західній і Центральній Африці

## Підвиди
Виділяють три підвиди:
- E. g. extrema (Hartert, E, 1922) — від Сьєрра-Леоне до південно-західної Кенії;
- E. g. gracilis (Cabanis, 1880) — від південно-східної Нігерії до центральних районів ДР Конго і північної Анголи;
- E. g. ugandae (Van Someren, 1915) — від сходу ДР Конго до центральної Уганди і захдної Кенії.

## Поширення і екологія
Карликові бюльбюлі живуть в тропічних лісах, в саванах, на полях і плантаціях.